# Silvio Panciera
Silvio Panciera (ur. 21 marca 1933 w Wenecji, zm. 16 sierpnia 2016) – włoski historyk, prof. dr hab. Uniwersytetu La Sapienza w Rzymie, specjalizujący się w epigrafice łacińskiej, wojskowości starożytnego Rzymu oraz topografii miasta Rzym.
Silvio Panciera był uczniem Attilio Degrassiego – wybitnego włoskiego historyka starożytnego Rzymu. W 1957 na stałe związał się z Rzymem – na Uniwersytecie La Sapienza przez 40 lat wykładał epigrafikę łacińską. Ważnym tematem opracowywanym przez profesora było zagadnienie gromadzenia i ekspozycji zbiorów epigraficznych. Z jego inicjatywy powstało unikatowe Muzeum Epigraficzne na terenie rzymskich Term Dioklecjana. Był autorem kilkuset publikacji naukowych w przedmiotach swoich zainteresowań. Członek Istituto Germanico, Istituto Nazionale di Studi Romani, Accademia dei Lincei i Pontificia, Accademia Romana di Archeologia, Heidelberger Akademie der Wissenschaften, Bawarskiej Akademii Nauk, Finnish Academy of Sciences and Letters i Society of the Promotion of Roman Studies. Pełnił rolę wicedyrektora Centro di Studi sulla Cultura e l'Immagine di Roma. Był prezydentem Association Internationale d'Epigraphie Grecque et Latine, Commision d'Epigraphie et Informatique oraz Electronic Archive of Greek and Latin Inscriptions (EA-GLE).

## Nagrody
- Medal Scuola Della Cultura dell’Arte
- Max-Planck-Forschungspreis
- Medal za Zasługi dla UAM w Poznaniu (listopad 2008)